# 人間なんて
『人間なんて』（にんげんなんて）は、1971年11月20日に吉田拓郎（当時はよしだたくろう）がリリースしたオリジナル・アルバムである。レコードナンバーELEC-2003 初リリース時の価格は1900円。

## 解説
エレックからの最後のリリースとなるこのアルバムは、プロデューサーを拓郎自身が務め、ディレクターに加藤和彦、木田高介、またアレンジャーや参加ミュージシャンに小室等、遠藤賢司、松任谷正隆、林立夫（後にティン・パン・アレーに参加）、小原礼（後にサディスティック・ミカ・バンドに加入）など、この後日本のロック&ポップスの礎を築くことになるミュージシャンを起用した。自身はフォークでない話す、当時のフォークのイメージとは異なった拓郎の音楽性の多彩さを感じさせる。1970年代初頭の日本の音楽界は、フォークやロック等の音楽ジャンルに明確な区別があったわけではなく、"新しい日本の音楽"という沸々と滾るマグマのような流れの中で混在しつつ共存していた。吉田拓郎はその頂点、あるいは"クロスロード"的交流点に立っていた。本アルバムではプロデューサーとして、フォークもロックもブルースもファンクも、全てを包括しようという大胆な試みがなされている。アナログ盤ではA面がフォーク・サイド、B面がロック・サイドの趣き。

## 制作
今日のようにネットのない時代であったが、この年夏の第3回全日本フォークジャンボリーでの伝説的パフォーマンスで、「中津川でのたくろうは凄かった」という噂はフォークファンの間を駆け巡っており、一般への知名度はまだまだながら、フォークファンには"よしだたくろう"の名前は充分に浸透していた。
拓郎自身が自分を含めて、いつもテーマとしている"人間"が主役の曲目がずらりと揃い、自身の弱さを曝け出し、当時の心境をストレートに歌い上げる。
収録曲の「花嫁になる君に」は後に黄金コンビと呼ばれることになる作詞家・岡本おさみとの第1作である。
ジャケットは当時拓郎が住んでいた杉並区堀ノ内の妙法寺隣のマンションの階段で撮影された。アナログ盤の中ジャケットには、この自宅の部屋で曲作りをする写真もある。この地で「どうしてこんなに悲しいんだろう」などが生まれた。妙法寺は古典落語「堀の内」で有名だが、3のつく日が縁日で賑わうため、当時の拓郎は人恋しさから門前でよくぶらぶらしていたという。拓郎はブレイク後にマスメディアの企画で当地を2度訪れている。1回目は『平凡パンチ』1984年3月19日号の「男のライフスタイル 東京 吉田拓郎 今昔物語」という企画で、歌謡曲界に「フォーク」という分野を切り拓いた拓郎の成功物語を「人生の双六ゲームに賭けた男」として紹介し、この時点までの拓郎の「東京物語」が語られた。取材の最後に今後の「双六」は何か、の質問に対して「40歳でもコンサートツアーをやってみたい。誰もいないから」と答えた。当時はまだ上京して10数年のため、『古い船をいま動かせるのは古い水夫じゃないだろう』制作時に居候した上智大学「フィーチャーズ・サービス」の事務所があった港区高輪の泉岳寺近くのマンションと、初めて一人暮らしをしたこの堀ノ内のマンション、新宿御苑側にあったエレックレコードの3カ所を訪れた。堀ノ内では拓郎自身が本ジャケットと同じ3階の自室前の階段に座り、同じポーズで写真を撮った。写真はやや下からのアングルだが、正面で撮れば手摺の向うに妙法寺の境内が映っていた。2回目は1999年6月20日に放送された『情熱大陸』で、番組サイドから「吉田拓郎という生き方を番組にしたい」という取材申し入れに、拓郎から「僕の昔住んでいた家を訪て回ろうよ。僕の人生は引越しの連続なんだ」と提案。先の『平凡パンチ』と似た内容になったが、当時東京生活33年で重ねた引越し14回。「引っ越しの詩 拓郎東京物語」とサブタイトルが付けられ、拓郎は大学時代に上京して住んだ千葉県検見川のお寺・広徳院と先述の高輪と堀ノ内の3カ所のみ、拓郎が実際に訪ねた（他の家は映像のみ）。堀ノ内に住んだ理由は、当時所属したエレックレコードの永野譲社長夫婦が近くに住んでいて、拓郎が逃げないか心配でここに住まされた、と話した。月給3万円で家賃は3万5,000円だったが、「必ず返すから」と社長に差額を補填してもらったいたが、間もなく給料はその200倍になったという。拓郎は毎日永野社長の車に便乗しエレックレコードに出社したという。拓郎ファンのみうらじゅんは、自らこのマンションを訪ねる企画を立てて雑誌の取材でここを訪れ、ジャケットと同じ階段に座って同じポーズで写真を撮ったら、写真は逆版と判明している。1992年のアルバム『吉田町の唄』に収録された「今度はいったい何回目の引越しになるんだろう」では、これら拓郎の引越し遍歴を詩にしてる。
ライナーノーツは広島フォーク村の盟友で、拓郎と一緒にエレックレコードに入社し、当時は拓郎のマネージャー（初代）を務めていた伊藤明夫が書いた。

## 評価
- 拓郎はエレック時代のレコードは弱小会社で、スタジオが取れなかったり、自分やバックがミスしたり、アレンジが良くなかったりで内容は悪いと話している[19]。
- エレックレコード創業社長・永野譲は「拓郎がエレック在籍時にリリースした『青春の詩』『よしだたくろう オン・ステージ ともだち』『人間なんて』の3枚は全て30万枚以上を売り上げ、当時のアルバムセールスとしては異例の売上げだった」と証言している[20]。
- 拓郎人気を不動のものにした「フォーク」そのものの代表的アルバム[21]。当時の拓郎の臨界に達したエネルギーがLPというキャンバスに放出されたような内容で[8]、これだけ名曲揃いのアルバムも希有である[8]。アルバムリリースから2カ月後、拓郎は正式にCBS・ソニーに移籍[8]。以降、驚異的なヒットを記録し、フォークソングをメジャーな舞台へ引き上げる[出典 8]。

## 収録曲
- 作詞・作曲：よしだたくろう（特記以外）

1. 人間なんて
ライブでは長時間演奏される曲だが、こちらはアコースティック・ギター1本とブルース・ハープによる弾き語りで2分ほどである[出典 9]。発表時から「イメージの詩」を凌ぐなどと評判をとったが[出典 10]、「日本のフォークを象徴する名曲」[5]「日本の音楽史における伝説」[25]とまで評価され[出典 11]、伝説化していったのは[出典 12]、1971年の第3回全日本フォークジャンボリーや[25]、1975年つま恋[29]、1979年篠島で行われたオールナイトコンサートのラストナンバーとして[30]、時代の節目で長尺バージョンとしてパフォーマンスされてからである[出典 13]。
歌詞は「人間なんて ラララ ラララララ」を中心としたサビ部分のみで紹介されることが多いが、実際は広島に対する拓郎の思いを表現した歌詞が続く[出典 14]。『新譜ジャーナル』1971年5月号の巻頭特集、同誌1971年10月号でも同曲の歌詞が掲載されており[出典 15]、1971年5月号ではタイトルに『人間なんて（ヒロシマに帰ろう）』と副題も付いている[32]。歌詞には「フルサトは愛すべきヒロシマ」「ヒロシマへ帰ろう」「何もかも捨ててしまったけど 好きさ 好きさ そうさ 好きなのさ あの あの ヒロシマが」という部分もあり[出典 16]、当時はまだ東京に定着するつもりがなかった心情も伺える[33]。上京から10数年経った『平凡パンチ』1984年3月19日号の取材では「俺は東京中心の文化がおかしいという発想があった。だから東京に住みたいとは思ってなかった。長くやってもいいと思ったのは、人気が出たから。ファンが許してくれなかった。広島に帰りたい俺をムリやり…今は東京に定着してるね。広島に帰るのはイヤ」などと述べている[16]。拓郎には「いつも見ていたヒロシマ」というアルバム『アジアの片隅で』などにも収録された曲もあるが、これは岡本おさみの作詞なのでタイトルに「ヒロシマ」と表記した真意は分からないが、マスメディアが一般的に「ヒロシマ」と表記する場合は被爆地の意味を込めて使われる[34]。『新譜ジャーナル』1971年10月号では、第3回全日本フォークジャンボリーでの小室等との掛け合いを聞き取ったのか、「よしだたくろうのバカやろう」「よしだたくろうはバカだけど仲良くやりたい」などと小室の歌った部分の歌詞も掲載されている[24]。
1991年にMICAがカバーし、とらばーゆのCMソングに採用され、30万枚のヒットとなる。
2. 結婚しようよ
旧来のフォークファンをこの1曲で敵に回したが、それまでのフォークが持っていた汗と泥のイメージを払拭し、それら以上に新たなファン層をごっそり獲得した楽曲[3]。コンセプチュアルな仕上がりが、全く古びない[3]。
3. ある雨の日の情景
作詞：伊庭啓子 補作詞：よしだたくろう
「結婚しようよ」のB面曲。
4. ワシらのフォーク村
歌詞の一部に広島弁が使われる。拓郎の広島弁楽曲と言えば、他に全編広島弁で歌われる「唇をかみしめて」や[出典 17]、富士フイルムのCMソング「Have A Nice Day」（天然色写真編）がある[37]。
5. 自殺の詩
『メモリアルヒット曲集 '70 真夏の青春』に収録された曲のリメイク。
6. 花嫁になる君に
作詞：岡本おさみ
岡本との初コラボ曲[出典 18]。原詩のタイトルは「花嫁になるルミに」[8]。拓郎の力強いフィンガー・ピッキングに途中から右チャンネルに小室等の12弦ギターが加わる[3]。
7. たくろうチャン
コミックソングのような曲で[3]、間奏で遠藤賢司がニール・セダカの「カレンダー・ガール」のメロをブルース・ハープで吹く[3]。
8. どうしてこんなに悲しいんだろう
当時拓郎は堀ノ内の妙法寺横のアパートに住んでいて[出典 19]、新宿で飲んで帰って、ジェームス・ブラウンのバラードを聴いていたら、妙にしんみりした夜で、無性に染み入る曲を書きたくなってギターを手に取ったら、その頃ハマっていたコード進行で一気に書けたという[12]。拓郎は「当時は金がなく、歌舞伎町の『がんばるにゃん』とかで飲んで堀ノ内まで歩いて帰った。中野坂上でいつも吐いた」と述べている[16]。思いつくままに言葉を紡いだかのような詩は、誰もが持つ心の脆弱さを衝き、うねりの効いた拓郎節のメロディに乗って多くの共感を得た[3]。1976年のアルバム『明日に向って走れ』にリメイクバージョンが収録されている。「人間なんて」と通底する名曲[8]。拓郎の大ファン・森永卓郎は「『どうしてこんなに悲しいんだろう』がいちばん心にしみるし、聴くのも好きなんです。でも中学時代にさんざん練習したけど、これを自分で演奏するのは不可能に近い。ものすごく繊細で、微妙なバランスの上に成り立っている曲なので、素人が拓郎さんの曲と歌を再現するのは、まぁ不可能なんですね。それに比べると（演奏が簡単な）『人間なんて』は最高に盛り上がれる」などと述べている[38][39]。2013年6月24日、ニッポン放送『坂崎幸之助と吉田拓郎のオールナイトニッポンGOLD』にゲスト出演した竹内まりやのリクエストで本曲を竹内と坂崎幸之助、拓郎の3人で歌唱した[40]。拓郎の歌に、竹内が思わず「本物だあ」と声を上げた。
9. 笑えさとりし人ヨ
ブラスセクションと強力なベースラインが牽引するソウル／R&B調ナンバー[出典 20]。広島でのアマチュア時代にロック／R&Bバンドをやっていた拓郎の面目躍如ともいえる楽曲[出典 21]。以降「川の流れの如く」までの3曲のブラス・セッションは木田高介とア・リトル・モア・ヘックが務めている[3]。
10. やっと気づいて
11. 川の流れの如く
12. ふるさと

## 参加ミュージシャン
- プロデューサー：吉田拓郎
- ディレクター：加藤和彦、木田高介
- アレンジャー：加藤和彦、木田高介、小室等、遠藤賢司

| - 加藤和彦 - 結婚しようよ／リードギター・ボルトネックギター - わしらのフォーク村／ボルトネックギター - 自殺の詩／ギター - どうしてこんなに悲しいんだろう／ギター - 林立夫 - 結婚しようよ／パーカッション - わしらのフォーク村／ドラム - 自殺の詩／ドラム・パーカッション - 伊藤保夫 - 結婚しようよ／エレクトリックベース - わしらのフォーク村／エレクトリックベース - どうしてこんなに悲しいんだろう／エレクトリックベース - 小原礼 - 自殺の詩／エレクトリックベース - 菅節和 - 自殺の詩／ハーモニウム - 松任谷正隆 - 結婚しようよ／バンジョー・ハーモニウム - わしらのフォーク村／バンジョー - どうしてこんなに悲しいんだろう／ピアノ・オルガン - 小室等 - ある雨の日の情景／12弦ギター - 花嫁になる君に／12弦ギター | - 木田高介とア・リトル・モア・ヘック - 笑えさとりし人ヨ - やっと気づいて - 川の流れの如く - ふるさと - 遠藤賢司 - たくろうチャン／ハーモニカ - 井口喜典 - ある雨の日の情景／コーラス - 田辺和博 - ある雨の日の情景／コーラス - たくろうチャン／リードギター - ピピ&コット - ある雨の日の情景／コーラス - ふるさと／コーラス - 伊藤明夫 - わしらのフォーク村／リードボーカル - ふるさと／コーラス - 川野寿男 - ふるさと／コーラス |

## 受容
歌手の中村雅俊は、若いころ吉田の歌をよく聞いていたとリアルサウンドとのインタビューの中で話しており、最も魅力的な楽曲として「人間なんて」を挙げている。
当時のライブにおける吉田のパフォーマンスについて「歌ってるときはガラガラ声なんだけど、それでもやっぱりガーッと歌い続ける姿だとか、ああいうのはちょっと打たれたりしますね。」と話している。
中村にインタビューした小野島大はサビの部分を延々と歌うところが一種のトランス状態にあるのではないかと指摘しており、中村も酔っぱらった時にあのような感じになると答えたうえで、「あの止まらない感じが、不思議な連帯感と感動を呼んで。」と話している。